# Souillac
Souillac è un comune francese di 4 267 abitanti situato nel dipartimento del Lot nella regione dell'Occitania.
Vi si trova l'abbazia di Sainte-Marie de Souillac, fondata nel XII secolo.

## Società

### Evoluzione demografica
Abitanti censiti

## Amministrazione

### Gemellaggi
- Denny
- Souillac